# Akkoord (contactblad)
Akkoord is een Belgisch, Nederlandstalig tijdschrift, met als ondertitel Contactblad van de Missionarissen Oblaten en Zusters van de Heilige Familie van Bordeaux, dat vijf maal per jaar verschijnt sinds 1970.

## Geschiedenis
Akkoord is ontstaan als opvolger van het tijdschrift Oblaten, dat sinds 1963 om de twee maanden naar vrienden en familie van de Vlaamse oblaten werd gestuurd. In 1969 werd dit tijdschrift gevoegd als supplement bij het nieuwe tijdschrift Wereldwijd, een contactblad van verschillende Vlaamse congregaties met missionarissen in het buitenland. In februari 1970 wijzigde de titel naar Akkoord terwijl een deel van de oplage van het blad nog steeds samen met Wereldwijd werd verspreid. Vanaf 1973 werd Akkoord een zelfstandig blad, los van Wereldwijd. In 1978 sloot ook de gelieerde congregatie Zusters van de Heilige Familie van Bordeaux zich aan bij het tijdschrift. In 2010 was er een fusie met het tijdschrift van de Nederlandse oblaten Over & Weer in navolging van de vorming van een Belgisch-Nederlandse Oblatenprovincie.

## Inhoud
Aanvankelijk drukte het blad brieven en verhalen van Vlaamse missionarissen overzee. Geleidelijk aan en zeker na 2000 kwam er meer nieuws van de congregaties in België en Nederland. Dit hing samen met het teruglopende aantal missionarissen overzee.